# Alive '95
Alive '95 es el primer álbum en vivo de la banda alemana de power metal Gamma Ray, publicado en mayo de 1996. Contiene canciones grabadas en escenarios de las ciudades Milán, París, Madrid, Pamplona y Erlangen durante la gira Men on a Tour.

## Lista de canciones

### Disco uno
1. "Land of the Free" – 5:29
2. "Man on a Mission" – 5:54
3. "Rebellion in Dreamland" – 8:24
4. "Space Eater" – 4:45
5. "Fairytale" – 0:44
6. "Tribute to the Past" – 4:48
7. "Heal Me" – 7:27
8. "The Saviour" – 1:30
9. "Abyss of the Void" – 5:54
10. "Ride the Sky" – 5:57 (cover de Helloween)
11. "Future World" – 7:28 (cover de Helloween)
12. "Heavy Metal Mania" – 6:27 (cover de Holocaust)
13. "Lust for Life" (Bonus track) – 6:14

### Disco dos
1. "No Return" – 4:03
2. "Changes" – 5:23
3. "Insanity & Genius" – 4:09
4. "Last Before the Storm" – 4:11
5. "Future Madhouse" – 4:10
6. "Heading for Tomorrow" – 8:17[2]

## Créditos
- Voces: Kai Hansen (CD 1); Ralf Scheepers (CD 2)
- Guitarras: Kai Hansen
- Guitarras y teclados: Dirk Schlächter
- Bajo: Jan Rubach
- Batería: Thomas Nack